# Hideya Suzuki
Hideya Suzuki (鈴木英哉?) es el baterista y líder de la banda japonesa de rock Mr. Children. Su papel en la banda es esencialmente de percusionista, también canta las segundas voces de sus temas.

## Biografía
Suzuki nació en Tokio (Japón) el año 1969. Desde pequeño sus padres le inculcaron dentro de sus gustos musicales el Jazz y el Blues. A la edad de 10 años sus padres le regalaron su primera batería y fue en su educación básica en la cual conoció a sus futuros compañeros de banda Keisuke Nakagawa y Kenichi Tahara.
Luego en 1985, Suzuki forma parte de su primera banda indie, llamada Fairyland, en esos años conocería a Kazutoshi Sakurai. Suzuki fue el baterista de esta banda hasta 1987.
Suzuki estudió la carrera de Músico Mención Batería y Percusión en la Universidad de las Artes Musashino (Musashino Art University (武蔵野美術大学?)), para costear sus gastos comenzaría a trabajar en un hotel como recepcionista.
Más tarde, en 1987, es contactado por Kazutoshi Sakurai y Kenichi Tahara para que se integrara como miembro activo de THE WALLS, Suzuki en ese momento estaba audicionando para poder ser parte de la banda de Yui Asaka, por lo que le dijo a Sakurai que le esperara para ver si quedaba en la banda, como fue rechazado inmediatamente se integró a THE WALLS.
Desde esa fecha Suzuki es miembro activo de la banda, sin embargo durante el receso de la banda en 1997, Suzuki participa en Hayashi Hideo. Actualmente Suzuki solo se dedica a Mr.Children y ocasionalmente participa como miembro de soporte en los conciertos de Yohito Teraoka (寺岡呼人?).

## Influencias y Estilo Musical

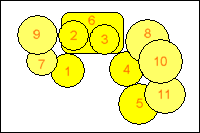
Distribución de la batería de Suzuki en sus conciertos en vivo.

Suzuki tiene una estrecha relación con la música del Blues y el Jazz, debido a la influencia de sus padres. Luego, después de recibirse de la Academia Superior, Suzuki comenzó a tocar temas de rock clásico alternados con algunas influencias de rock ácido y punk de la época (Echoes, JUN SKY WALKER (S)). 
Las presentaciones que tuvo la banda en su época de artistas independientes dan en cuenta de un estilo de batería no muy variado y más tendente a la repetición de golpes característica del punk.
A medida que ha pasado el tiempo, Suzuki ha logrado combinar la diversidad de golpes del Jazz con el poder del Rock y la suavidad del Blues, destacando sobre todo en el uso de repeticiones de caja y platillos en los temas pero variando con más golpes de bombo y distintos snares. Este cambio es evidente desde el proceso de grabación del álbum Shinkai y desde ese punto Suzuki comienza a desarrollar su estilo característico de ejecución.
Como datos curiosos, Suzuki ha tocado sólo un tema en Contrapulso (estilo en el cual la batería aparte de acompañamiento, se utiliza como instrumento independiente) en World's End y dos canciones de estilo Jazzero como PIANOMAN y my sweet heart, ambos de la grabación del álbum HOME.
Distribución de su batería (de acuerdo a la imagen):
1. Caja
2. High tom
3. Tom bajo
4 y 5. Tom de piso
6. Bombo
7. Hi hat
8. Platillo de paseo
9, 10 y 11. Crash cymbals

## Proyectos, créditos, apariciones
Como baterista
Suzuki fue uno de los miembros originales de Fairyland (ファイロランド?), participa en la banda entre 1985 y 1987. Luego en 1997 junto a Keisuke Nakagawa (中川敬輔?) (Mr.Children), Sawao Yamanaka (山中さわお?) (the pillows) y Kenji Fujii (藤井謙二?) (MY LITTLE LOVER) forman la banda Hayashi Hideo (林英男?).
En el 2006, Suzuki junto a Sakurai participaron en la banda Rhapsody, la cual sólo tocó en el Lucky Raccoonen Live Vol. 1 del 31 de diciembre de ese año.
Además, Suzuki aparece en los créditos de las siguientes canciones:
1. Smile de Yuukushi Manami (湧口愛美?).
2. Kimidori Iro no Sekai (キミドリ色の世界?) de Sukima Switch (スキマスイッチ?)
3. Kaasan (母さん?) de Shobou Midorikawa (ミドリカワ書房?)

Como Vocalista
Suzuki aparece cantando en los siguientes temas de Mr.Children:
1. Kitae Minamie (キタエミナミエ?) (1990)
2. Jen's Christmas del disco indie 19:00 Hatsu, X'mas Train ni Tobinore! (1900発 Xmasトレインに飛び乗れ!?) (1990)
3. Shishunki No Natsu -Kimi to no Koi Ga Ima Mo Makiba Ni- (思春期の夏～君との恋が今も牧場に～?) del álbum KIND OF LOVE. (1992)
4. Toubousha (逃亡者?) del álbum versus (1993)

Como Compositor
Suzuki ha compuesto para Mr.Children los temas:
1. Asia (Eija) (Asia(エイジア)?) del álbum Atomic Heart. (1994)
2. #2601 del álbum DISCOVERY. (1999)

Como Guitarrista
Suzuki sólo se ha presentado en un live del ROCK IN JAPAN FESTIVAL el 6 de marzo del 2003, junto a Tamio Okuda. Suzuki tocaba la segunda guitarra y hacía segundas voces.
Suzuki y Tamio Okuda interpretaron:
1. Hana ni naru (花になる?)
2. Hana -Memento Mori- (花?)

## Trivia
- Llamado por sus compañeros el alma del grupo, Suzuki es el líder de la banda y el miembro que más habla en las presentaciones de radio y televisión.
- Su apodo se debe al nombre de un scooter (Gemma of SUZUKI), mientras estuvo en su educación básica él conservó ese scooter, sin embargo cuando entró al Club de Baseball de su escuela superior, comenzaron a llamarlo Gen como apodo de burla en el equipo.
- Su labio inferior es menor que el mayor, debido a un accidente que sufrió mientras montaba su triciclo.